# Isaia (profeta)
Isaia (in ebraico יְשַׁעְיָהוּ‎?, in latino Isaias, il cui nome vuol dire "il Signore salva"; 765 a.C. circa – 700 a.C. circa) è stato un profeta ebreo antico.
È uno dei quattro maggiori profeti biblici, al quale viene attribuito un libro: il cosiddetto Libro di Isaia. Considerato insieme a Elia uno dei profeti più importanti di tutta la Bibbia, gli succederanno Geremia, Ezechiele e Daniele.
Isaia non era un sacerdote ma un levita della Tribù di Levi i quali erano consacrati al culto divino e per questo non ebbero possedimenti terrieri quando Israele s'insediò nella terra promessa. Quindi (cap. 6) né lui né i suoi figli erano discendenti di Iesse cioè della Tribù di Giuda (cap. 11). Le sue profezie avevano dunque natura messianica (cap. 7), 

## Biografia
Nel suo libro si accenna a due figli con nomi simbolici e ad una moglie chiamata profetessa, non si sa bene se perché dotata dello stesso carisma del marito o solo perché sua moglie.
Figlio di Amoz (da non confondere con il profeta Amos), Isaia nacque intorno al 765 a.C. Nel 740 a.C., anno della morte del re Ozia, ebbe nel Tempio di Gerusalemme una visione in cui il Signore lo inviava ad annunciare la rovina di Israele.
Visse in un periodo di forti tensioni sociali e politiche durante le quali Israele era sotto la costante minaccia di un'invasione assira. Il peso politico datogli dal suo essere profeta lo rese un personaggio molto in vista nel suo tempo e la sua vicinanza alla corte di Gerusalemme lo fanno ritenere da alcuni appartenente ad una famiglia aristocratica. La sua attività politica e profetica fu costantemente impegnata a denunciare il degrado morale portato dalla prosperità del paese. Egli tentò di impedire ogni alleanza militare con altri paesi indicando come unica strada la fiducia in Dio.
Di Isaia si perdono le tracce nel 700 a.C.: secondo una tradizione ebraica fu arrestato e condannato a morte sotto il re Manasse. Secondo i vangeli apocrifi venne segato in due, come accennato nel capitolo 11, 37 della Lettera agli Ebrei.
Oltre al profeta e all'uomo politico, Isaia può essere considerato anche un poeta.
Il nome Isaia, in ebraico Yeshayàhu, significa "Il Signore ha salvato". Nel libro di Isaia si trovano molti passi che nella tradizione cristiana sono stati letti come riferimenti a Gesù di Nazareth. Lo stesso Gesù, secondo quanto riportato nel Vangelo di Luca, sceglie un brano di Isaia per iniziare la sua predicazione.
Ad Isaia vengono attribuiti soltanto i capitoli 1-39 dell'omonimo Libro di Isaia, mentre i capitoli 40-55 sono attribuiti al Deutero-Isaia o Secondo Isaia – un enigmatico profeta vissuto durante la cattività babilonese, residente probabilmente in Fenicia. La parte finale del libro (cc. 56-66) si attribuisce al Trito-Isaia noto anche come Terzo Isaia, un altro profeta vissuto questa volta a Gerusalemme al tempo della costruzione del secondo tempio.

## Culto
Isaia è venerato come santo dalla Chiesa cattolica e celebrato il 9 maggio con il titolo di martire.
Dall'islam, per il quale il nome è Ashiyāʾ (in arabo أشعياء‎?), è stato citato anche nel Corano, è considerato un profeta, predecessore di Maometto.